# Vaceletia
Vaceletia is een geslacht van sponsdieren uit de klasse van de Demospongiae (gewone sponzen).

## Soort
- Vaceletia crypta (Vacelet, 1977)